# Epimenia arabica
Epimenia arabica is een Solenogastressoort uit de familie van de Epimeniidae. De wetenschappelijke naam van de soort is voor het eerst geldig gepubliceerd in 1991 door Salvini-Plawen & Benayahu.